# Osornophryne percrassa
Espèce
Statut de conservation UICN

 VU  : Vulnérable
Osornophryne percrassa est une espèce d'amphibiens de la famille des Bufonidae.

## Répartition
Cette espèce est endémique de Colombie. Elle se rencontre dans les départements d'Antioquia, de Tolima, de Caldas et de Quindío entre 2 700 et 3 700 m d'altitude sur la Cordillère Centrale.

## Publication originale
- Ruiz-Carranza & Hernández-Camacho, 1976 : Osornophryne género nuevo de anfibios bufónidos de Colombia y Ecuador. Caldasia, vol. 11, no 54, p. 93-148 (texte intégral).